# Anna Klemming
Anna Maria Klemming, född 6 februari 1864 i Solna församling, Stockholms län, död 8 augusti 1889 i Klara församling, Stockholms stad, var en svensk operasångare (sopran).

## Biografi
Klemming utbildade sig vid konservatoriet där hon var elev till bland andra Hjalmar Håkansson och Fritz Arlberg. Redan 1886 gav hon konserter i Köpenhamn och debuterade året därpå som Matilda i Vilhelm Tell på Kungliga Operan i Stockholm, och med ännu större framgång som Julia i Romeo och Julia. Hon engagerades där uppträdde bland annat som Agata i Friskytten, Elsa i Lohengrin, Venus i Tannhäuser, Anna i Don Juan, Valentine i Hugenotterna och Marie i Regementets dotter. Den repertoaren gjorde att hon överansträngde sig så mycket att hon avled i förtid.
Det har sagts om henne: ”Hon ägde väl ej snille, men däremot en harmonisk förening av flera för en operasångerska lyckliga egenskaper, yppig, nordisk skönhet, osökt naturligt uttryck samt en särdeles klangfull och jämn sopranstämma.”
Hon var brorsdotter till Gustaf Edvard Klemming. Hennes föräldrar var bleckslagaren Vilhelm Klemming och Elisabet Burman.